# Військо України (журнал)
«Військо України» — колишній часопис, офіційний друкований орган Міністерства оборони України.
19 грудня 2018 року вийшов останній номер журналу, видання припинило діяльність, а журналісти перейшли до редакції новоствореного інтернет-ЗМІ «АрміяInform».

## Історія
За ініціативою Володимира Коркодима (Національна гвардія України) на громадських засадах до першої річниці незалежності України вийшов перший номер журналу «Військо України».
Надалі, починаючи з 1994 року, журнал «Військо України» — Центральний друкований орган Міністерства оборони України.

### Головні редактори
- Болотнюк В'ячеслав Андрійович (1994—2004 рр.)
- Горішняк В. В. (2004—2011 рр.)
- Ярцев В. В. (2011—2012 рр.)
- Клубань О. М. (2012 р.)
- Буряченко Валентин І. (2013—2018 р.)

## Теми публікацій
З випусками журналу можливо ознайомитись в архіві номерів на вебсайті «Чтиво».
Від початку російської агресії проти України військові журналісти інформували суспільство про події на охопленому війною Донбасі, перебуваючи поруч з українськими захисниками на передовій, захищали Україну на інформаційному фронті.
Колектив журналу започаткував унікальний спецпроєкт «Історії українських воїнів». Під загальною редакцією головного редактора Валентина Буряченка вийшли книги «Побратими», «Відчайдухи», «Наші», «Пророцтво Жанни», «Бойправи».
19 грудня 2018 року вийшов фінальний номер журналу «Військо України». Відповідно до Закону України «Про реформування державних і комунальних друкованих засобів масової інформації» видання припиняє свою діяльність. Досвідчені журналісти видання перейшли до редакції новоствореного інтернет-ЗМІ «АрміяInform».